# Edwin Black

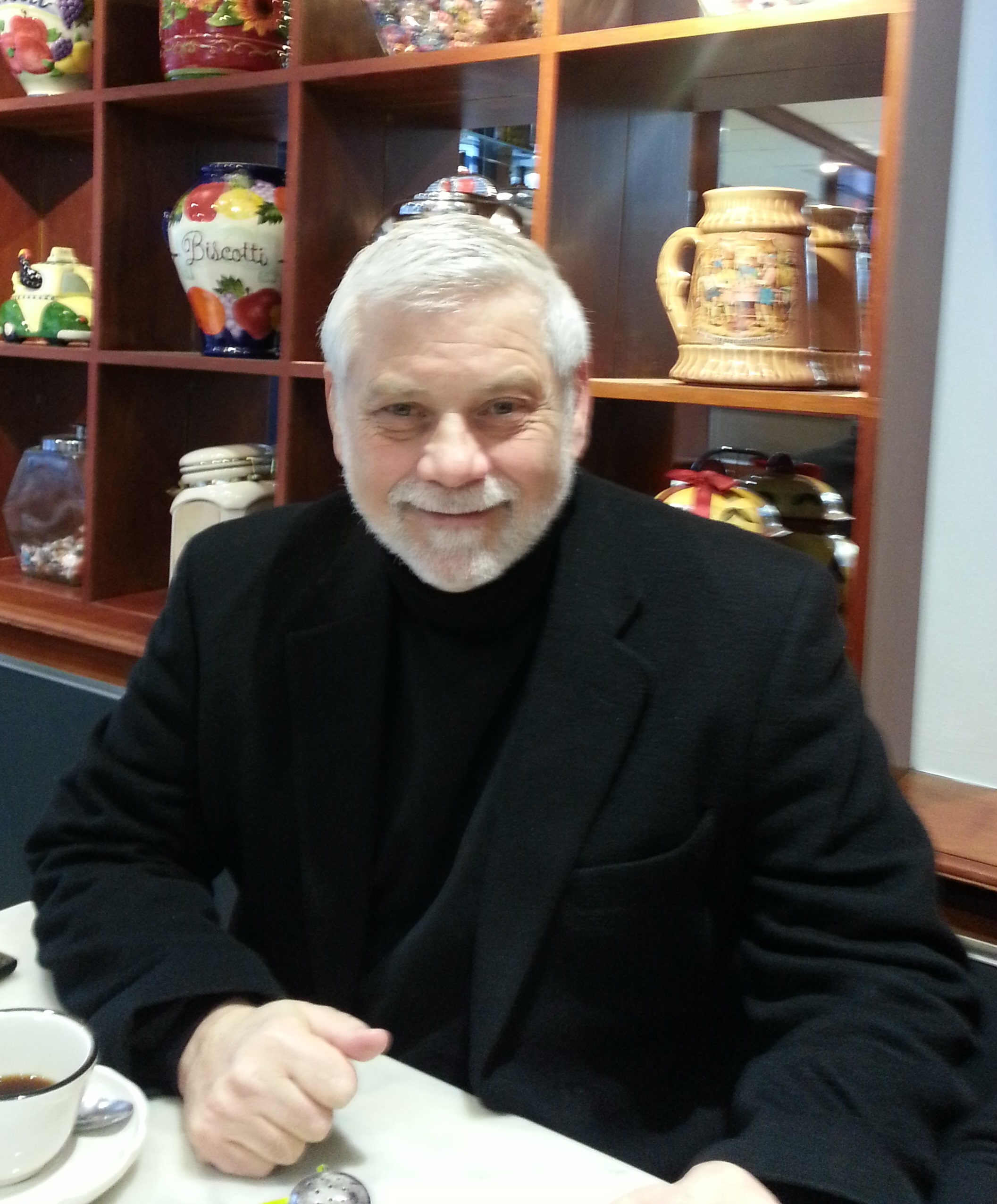
Edwin Black in New York

Edwin Black ist ein US-amerikanischer Investigativjournalist, der sich schwerpunktmäßig mit Menschenrechtsfragen, dem Genozid, dem Zionismus, dem Zusammenspiel politischer und wirtschaftlicher Interessen im Nahen Osten, der fragwürdigen Kooperation von US-Unternehmen mit dem Deutschen Reich und mit der Bedeutung der Erdölressourcen für die internationale Politik befasst.
Viele seiner Bücher sind Bestseller und wurden in mehrere Sprachen übersetzt.

## Biografie

### Frühe Jahre
Black stammt aus einer Familie polnischer Juden, die den Holocaust überlebten. Seine Mutter Ethel „Edjya“ Katz aus Białystok berichtete davon, wie sie knapp dem Tod entkam, indem sie im August 1943 als 13-Jährige mit Hilfe ihrer Eltern aus einem gedeckten Güterwagen auf dem Weg in das Vernichtungslager Treblinka heraus sprang. Auf der Flucht wurde sie von polnischer Miliz angeschossen und vergraben, konnte aber gerettet werden. Blacks Vater beschreibt, wie er seiner Ermordung durch eine Flucht in die Wälder entkam, während er mit anderen auf einem langen Marsch zum „Erschießungsgraben“ war, danach schloss er sich den Betar-Partisanen an. Vater und Mutter überlebten den Zweiten Weltkrieg, indem sie sich für die folgenden zwei Jahre in den polnischen Wäldern versteckten. Nach Kriegsende emigrierten sie in die USA.
Über seine Herkunft schrieb Black: „Ich wurde in Chicago geboren, in einer jüdischen Gegend erzogen und meine Eltern versuchten nie wieder, mit mir über ihre Erlebnisse zu sprechen.“
In seinem Buch The Transfer Agreement schreibt Black, dass er dem Glauben seiner Eltern folgte und daher von früh an den Staat Israel unterstützte. Als junger Mann verbrachte er einige Zeit in einem Kibbuz, besuchte mehrmals Israel und dachte daran, seinen Wohnsitz dauerhaft nach Israel zu verlegen.

### Laufbahn als Journalist
Black begann schon in seiner Zeit an der Highschool, als professioneller Journalist zu arbeiten, und setzte diese Tätigkeit auch während seines Universitätsstudiums fort. Er schrieb häufig als freier Mitarbeiter Berichte für die vier damals bedeutendsten Tageszeitungen in Chicago, Tribune, Daily News, Sun-Times und Chicago Today. außerdem für die Wochenzeitungen Chicago Reader und Chicago Magazine.
1978 interviewte Black den Rechtsanwalt der American Civil Liberties Union, der Mitglieder der American Nazi Party vertrat, die mit dem Ziel der Provokation durch die hauptsächlich von Juden bewohnte Vorstadt Skokie marschiert waren.:xxi Bei der Vorbereitung wurde Blacks Interesse für die Beziehungen zwischen Zionisten und der Hitler-Regierung geweckt. Nach fünf Jahren Forschung publizierte Black sein Werk The Transfer Agreement: The Dramatic Story of the Pact Between the Third Reich and Jewish Palestine.
In den frühen 1990er Jahren war Black Herausgeber der Zeitschriften OS/2-Professional und OS/2 Week und berichtete über die OS/2-Technologie und ihre Nutzer.
Black arbeitete in der Regel bei jedem seiner Projekte mit vielen freiwilligen Helfern und professionellen Forschern zusammen. Drei Jahre vor der Fertigstellung von IBM und der Holocaust im Jahre 2001 begann Black, sein Team zusammenzustellen, das zuletzt aus über 100 Forschern, Übersetzern und Assistenten bestand. Insgesamt wurden so 20.000 Dokumente aus 50 Bibliotheken und Archiven oder anderen Sammlungen zusammengetragen und analysiert.
Im Herbst des Jahres 2012 wurde berichtet, dass Plan B, eine Filmgesellschaft im Besitz von Brad Pitt, IBM and the Holocaust für das Kino verfilmen wollte. Marcus Hinchey, der Mitautor des Scripts für den Film All Good Things, wurde wegen einer möglichen Mitarbeit angesprochen.
Blacks Themengebiete gehen über die deutsche Geschichte von 1933–1945 hinaus. Er schreibt auch zur Abhängigkeit der Weltwirtschaft vom Erdöl, über die Geschichte des Irak und alternative Energien, außerdem zu aktuellen Themen. In diesem Sinne beteiligt er sich auch mit Beiträgen zu dem Online-Magazin The Cutting Edge.
Auszeichnungen
- 1985: Carl Sandburg Award der Friends of the Chicago Public Library für The Transfer Agreement als dem besten Sachbuch des Jahres 1984.[8]
- 2003: Outstanding Book Award von der American Society of Journalists and Authors (ASJA) für IBM and the Holocaust.[9]
- 2003: Donald Robinson Award for Investigative Journalism von der ASJA für den Artikel „Final Solutions: How IBM Helped Automate the Nazi Death Machine in Poland“ in der Zeitschrift The Village Voice.[9]
- 2005: Best World Affairs Book Award des Great Lakes chapter of the World Affairs Council für Banking on Baghdad.[10]
- 2007: Honorable Mention für Sachbücher von ASJA für das Buch Internal Combustion.[11]

## Auszeichnungen mit Menschenrechtspreisen
- 2016: „Moral Compass Award“ vom Holocaust Museum and Education Center of Southwest Florida für seine Lebensleistung.[12][13]
- 2011: „Moral Courage Award“ für War Against the Weak, verliehen von The Initiative for Moral Courage, San Diego State University, und dem Joan B. Kroc Institute for Peace and Justice, The Center for Ethics in Science and Technology, dem USC Shoah Foundation Institute for Visual History and Education, The Anti-Defamation League, der California State University, San Marcos Arts & Lectures, Institute for World Justice, Daniel Pearl Music Days, Harmony for Humanity, Armenian Law Students Association und der Thomas Jefferson School of Law.[14]
- 2011: „Drum Major for Justice Award“ für War Against the Weak, verliehen von der North Carolina Central University.[15]
- 2010: „Justice for All Award“ für War Against the Weak, verleihen während einer Feier des Kongresses durch die Association of Americans with Disabilities.[16]

## Werke
Bücher
- The Transfer Agreement: The Dramatic Story of the Pact Between the Third Reich and Jewish Palestine. New York: Macmillan, 1984.
- Format C: (Roman) Washington, DC: Dialog Press, 1999.
- IBM and the Holocaust: The Strategic Alliance between Nazi Germany and America’s Most Powerful Corporation. New York: Crown Publishers, 2001.
- War Against the Weak: Eugenics and America’s Campaign to Create a Master Race. New York: Basic Books, 2003.
- Banking on Baghdad: Inside Iraq’s 7,000-Year History of War, Profit, and Conflict. Hoboken, NJ: John Wiley & Sons, 2004.
- Internal Combustion: How Corporations and Governments Addicted the World to Oil and Derailed the Alternatives. New York: St. Martin’s Press, 2006.
- The Plan: How to Rescue Society When the Oil Stops – or the Day Before. (Umschlagtitel) Washington, DC: Dialog Press, 2008.
- Nazi Nexus: America’s Corporate Connections to Hitler’s Holocaust. Washington, DC: Dialog Press, 2009.
- The Farhud: The Arab-Nazi Alliance in the Holocaust. Washington, DC: Dialog Press, 2010.
- British Petroleum and the Redline Agreement. Washington, DC: Dialog Press, 2011.
- Financing the Flames: How Tax-Exempt and Public Money Fuel a Culture of Confrontation and Terror in Israel. Washington, DC: Dialog Press, 2013.

Beiträge in Anthologien
- Götz Aly, Karl Heinz Roth, The Nazi Census: Identification and Control in the Third Reich. Einführung und Übersetzung von Edwin Black. Weitere Übersetzungen von Assenka Oksiloff. Philadelphia: Temple University Press, 2004.
- John Friedman (Hrsg.): The Secret Histories: Hidden Truths That Challenged the Past and Changed the World. New York: Picador Books, 2005. ISBN 978-0-312-42517-3
- Eric Katz (Hrsg.): Death By Design: Science, Technology, and Engineering in Nazi Germany. New York: Pearson Longman, 2006.
- Alan Dershowitz (Hrsg.): What Israel Means to Me: By 80 Prominent Writers, Performers, Scholars, Politicians, and Journalists. Hoboken, NJ: John Wiley & Sons, 2006.
- Michael T. Wilson (Hrsg.): Democracy: Opposing Viewpoints. Farmington Hills, MI : Greenhaven Press/Thomson Gale, 2006.
- Tobias Daniel Wabbel (Hrsg.): Das Heilige Nichts: Gott nach dem Holocaust. Düsseldorf, Germany: Patmos Publishers, 2007.

Filmbeiträge
- IBM’s Role and the Holocaust. Guerrilla News Network, 2002.[17]
- Racism: A History. BBC, 2007.
- Eugenika: w imie postepu, Grzegorz Braun. TVP, 2010.